# Ратишковиці
Ратишковиці (чеськ. Ratíškovice) — муніципалітет і село в Годонінському районі Південноморавського краю Чехії. В ньому проживає близько 4000 мешканців.

## Історія

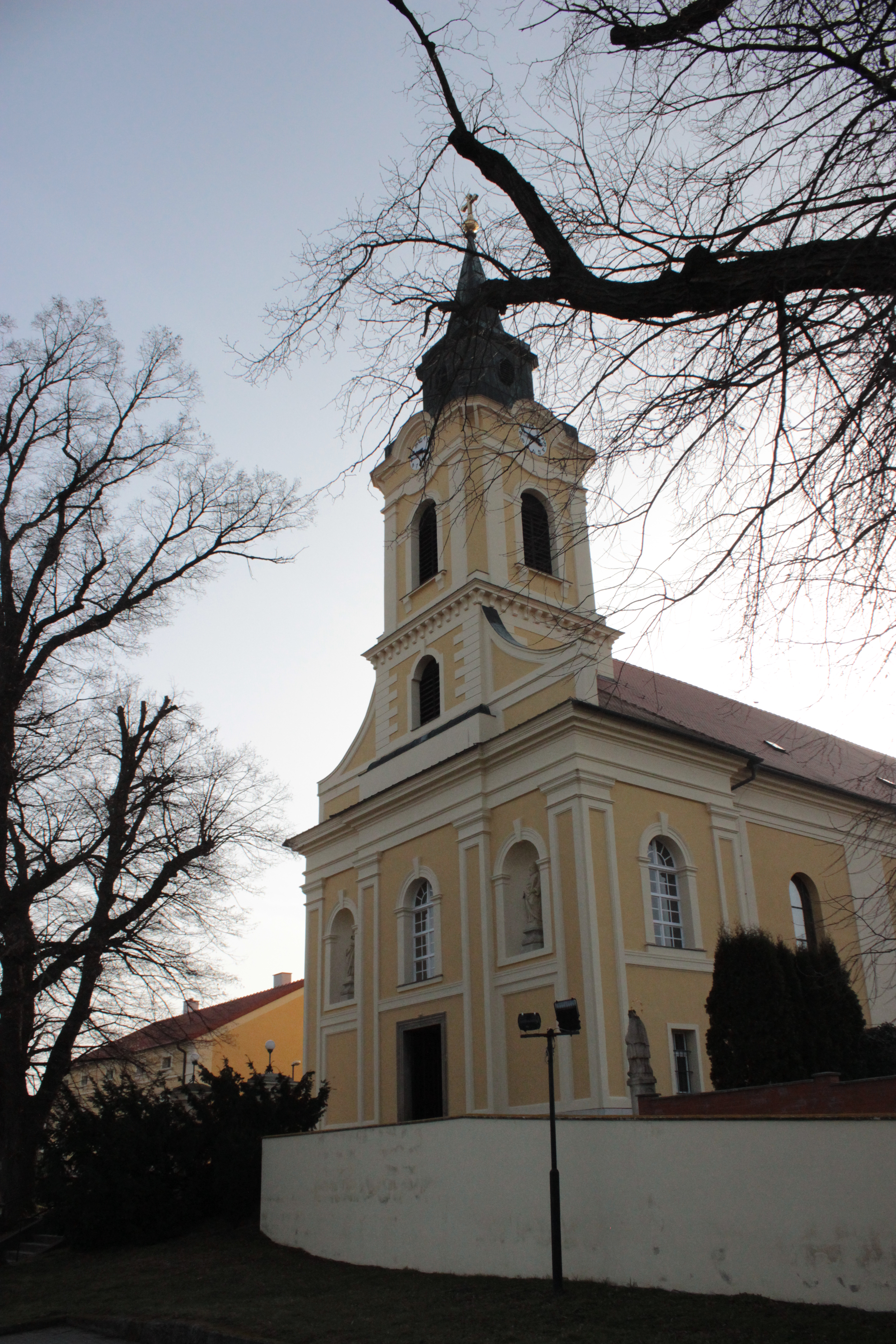
Костел Кирила і Мефодія

Перша письмова згадка про Ратишковиці датується 1131 роком у діяннях єпископа Їндржіха Здіка. Це одне з найстаріших сіл району.
Люди в Ратишковицях були переважно селянами — вирощували жито, ячмінь, овес, картоплю, кукурудзу, просо та коноплі. Наприкінці 19 століття вони почали працювати на шахтах у Дубнянах та Милотицях.

## Спорт
Тут є місцевий футбольний клуб Банік (Ратишковиці).

## Пам'ятки
Найпомітніша пам’ятка – костел святих Кирила і Мефодія. Побудований у 1855–1857 роках. 

## Відомі люди
- Міхал Кордула (1978 р.н.), футболіст, менеджер
- Йозеф Ваценовський (1937 р.н.), футболіст

## Міста-побратими
Ратишковиці є побратимом з:
- Вузьє, Франція

## Зовнішні посилання
- Офіційний сайт